# HD 126504
HD 126504 (eller HR 5401) är en möjlig astrometrisk dubbelstjärna i den mellersta delen av stjärnbilden Vargen. Den har en skenbar magnitud av ca 5,83 och är svagt synlig för blotta ögat där ljusföroreningar ej förekommer. Baserat på parallax enligt Gaia Data Release 2 på ca 15,9 mas, beräknas den befinna sig på ett avstånd på ca 205 ljusår (ca 63 parsek) från solen. Den rör sig närmare solen med en heliocentrisk radialhastighet på ca -30 km/s. Den förväntas komma att ligga på ett avstånd av 161 ljusår från solen om ca 524 000 år.

## Egenskaper
Primärstjärnan HD 126504 A är en vit till blå stjärna i huvudserien av spektralklass A1m A5/7-F2. Den är en Am-stjärna  men av Lu (1991) listad som en sannolik bariumstjärna. Den har en radie som är ca 3,2 solradier och har ca 13 gånger solens utstrålning av energi från dess fotosfär vid en effektiv temperatur av ca 7 300 K.
HD 126504 har två visuella följeslagare. Komponent B är en stjärna av magnitud 11,50 med en vinkelseparation av 33,1 bågsekunder vid en positionsvinkel (PA) på 114°, år 1999. Den andra följeslagaren, betecknad komponent C, har magnitud 11,16 och en separation av 27,20 bågsekunder vid en PA på 164°, år 2000. Konstellationen är en källa av röntgenstrålning som kan komma från någon av följeslagarna.